# Anglia Północna

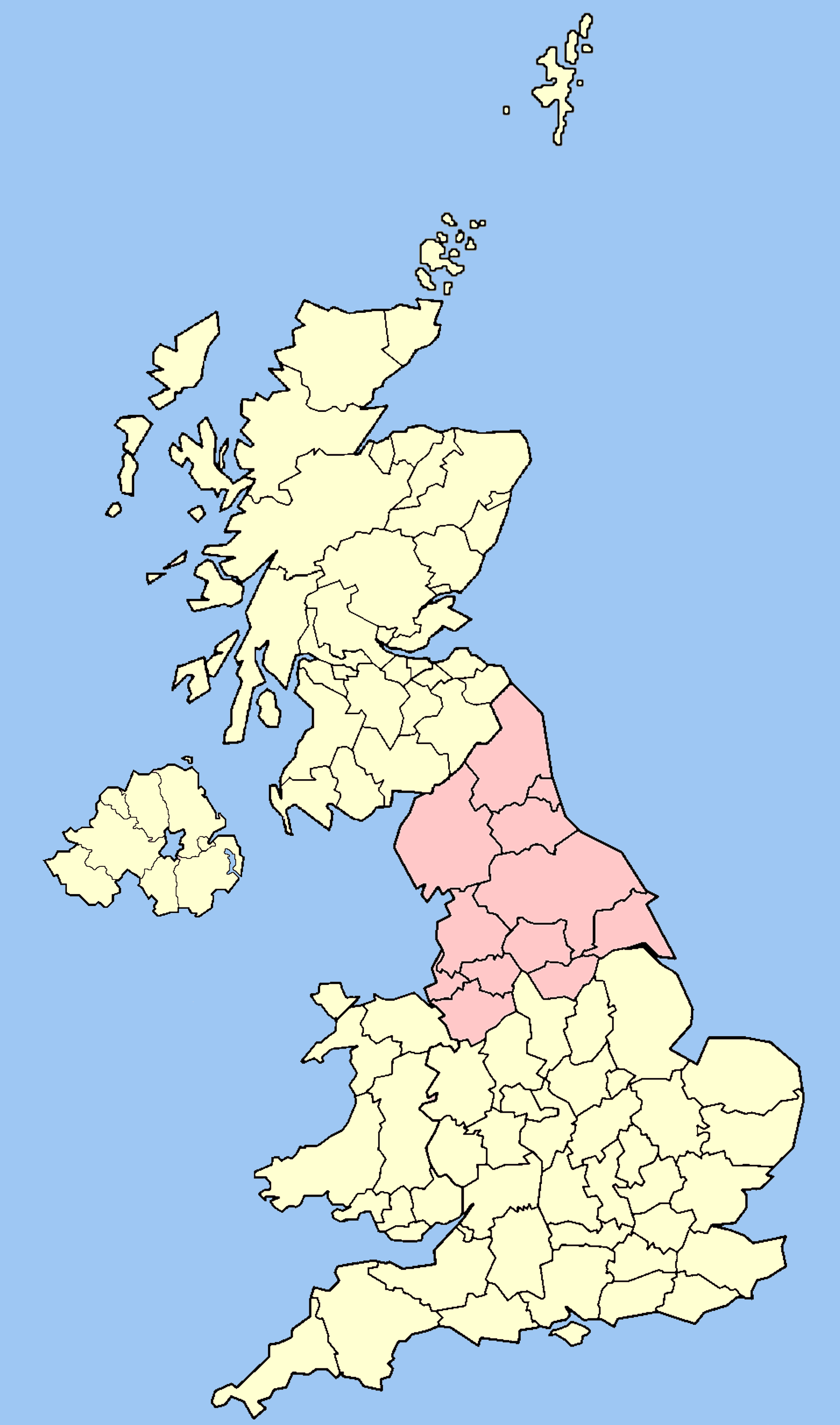
Anglia Północna na mapie Wielkiej Brytanii

Anglia Północna (ang. Northern England, The North) – kulturalny region Anglii pomiędzy rzeką Trent a Szkocją. Dawniej zaliczano do niego także Wyspę Man, obecnie dependencję Korony brytyjskiej.
Patronami są Kutbert z Lindisfarne i Święty Aidan. Proponowana flaga to czerwony krzyż skandynawski na białym tle.

## Historia
Czasy rzymskie – Britannia Inferior.
Później część Anglii Północnej i Szkocji należały do Nortumbrii.